# Armée du salut national anti-japonaise du Nord-Est
Le général musulman chinois Ma Zhanshan se rend aux Japonais en janvier 1932 et rejoint les forces du nouveau Mandchoukouo. Il se rebelle en avril et forme sa propre armée de volontaires dans la province de Heilongjiang début mai. Il établit en même temps onze autres troupes de volontaires à Buxi, Gannan, Keshan, Kedong et dans d'autres villes et fonde ainsi l'armée du salut national anti-japonaise du Nord-Est, dont il devient le commandant-en-chef, s'auto-proclamant chef de toutes les armées de volontaires anti-japonaises de Mandchourie.